# 生田正輝
生田 正輝（いくた まさき、1923年2月6日 - 2012年5月7日）は、日本の社会学者・大衆伝達学者。学位は、法学博士（慶應義塾大学・1960年）。慶應義塾大学名誉教授。勲二等旭日重光章受章。

## 経歴
兵庫出身。1941年慶應義塾大学予科入学、1943年学徒動員にて応召、1944年陸軍延吉予備士官学校卒業、1945年復員復学、1947年9月慶應義塾大学法学部政治学科卒業。10月助手、1951年助教授、1957年教授、1960年「マス・コミュニケーションの諸問題」で法学博士の学位を取得。同年ハーバード大学訪問研究員、1969年慶應義塾常任理事、1972年塾長代理、1973年慶應義塾大学新聞研究所長、1977年慶應義塾大学法学部長、1988年定年、慶應義塾大学名誉教授、常磐大学教授、1979年日本新聞学会会長、1991年郵政省（現総務省）電波監理審議会会長、2000年勲二等瑞宝章受章、2012年逝去（89歳）。

## 著書
- 『マス・コミュニケーションの諸問題』慶応通信 1957
- 『マス・コミュニケーションの研究』慶応通信 1968
- 『新聞を斬る』サンケイ出版 1978
- 『コミュニケーション論』慶応通信 1982
- 『新聞報道のあり方 その問題点を衝く』慶応通信 1986
- 『回想五十年慶應義塾と私』慶應義塾大学出版会 2007

共編著
- 『放送研究入門』日本放送協会放送文化研究所放送学研究室編 日本放送出版協会、1964
- 『日米間のコミュニケーション・ギャップ』辻村明共編著 慶應通信 国際コミュニケーション日米共同プロジェクト 1981

## 論文
- Cinii